# 陈爱莲 (舞蹈家)

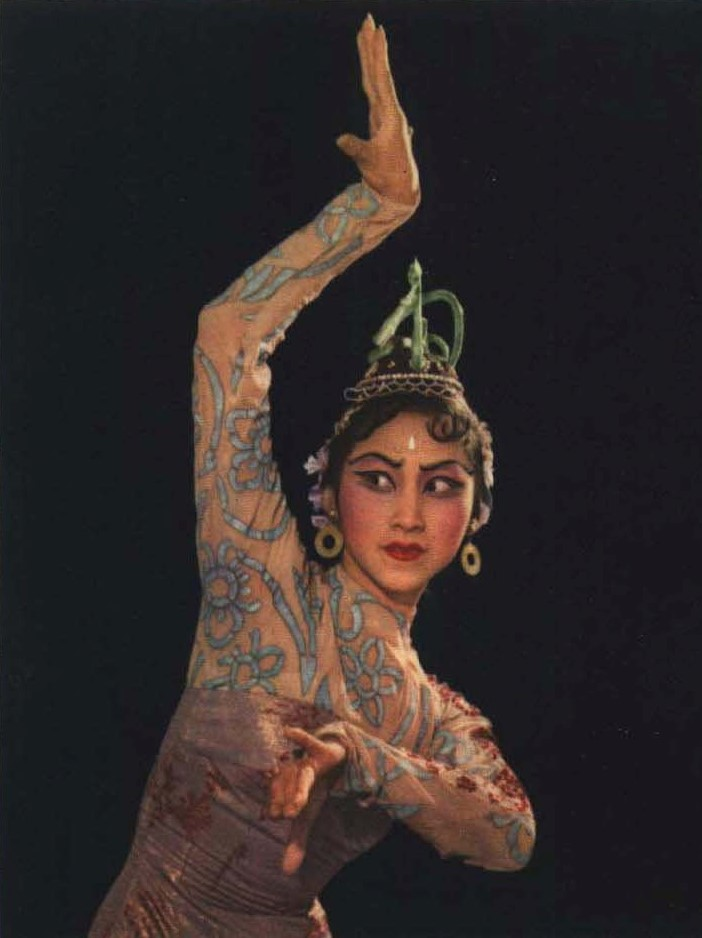
1963年的陈爱莲

陈爱莲（1939年12月24日—2020年11月21日），女，广东番禺人，中国舞蹈表演艺术家。中国致公党党员。

## 生平
陈爱莲1939年出生于上海一户小康人家，祖籍广东番禺县，1950年和1951年父母先后病逝，只剩下陈爱莲和妹妹。陈爱莲被作为孤儿送入位于上海郊区的儿童临时收容站。由于收容站只有小学五年级，不久，陈爱莲又被送入一心孤儿院，后升入初中。
1952年，中央戏剧学院附属舞蹈团来孤儿院招生，陈爱莲考入了中央戏剧学院附属舞蹈团学习班。1954年，北京舞蹈学校成立了，陈爱莲成为第一批学生。
1959年，陈爱莲毕业并留校担任中国古典舞教员。同年，陈爱莲主演舞剧《鱼美人》。1962年，在芬兰赫尔辛基举行的第八届世界青年联欢节舞蹈比赛中，陈爱莲以《春江花月夜》、《蛇舞》、《弓舞》、《草笠舞》获得4枚金质奖章。回国后，陈爱莲与青年教师杨宗光结婚。
1981年和古箏家項斯華、高胡演奏家汪炳炎、歌唱家李元華、舞蹈演員張曉萍、葉健平、二胡演奏員王樹人、揚琴演奏員安慶餾、作曲家陳紫等中國歌劇舞劇院成員組成「中國表演藝術家小組」出訪歐洲。
1980年，陈爱莲举办了个人舞蹈晚会--《陈爱莲舞蹈晚会》。1987年，她再次举办了个人舞蹈专场晚会。1989年，陈爱莲停薪留职，成立了陈爱莲艺术团，任艺术总监和团长。
晚年，她和她的母亲一样也罹患胃癌，2020年末她的胃癌发生骨转移，11月21日零点59分在家中去世，弥留时特地要求家人给她换上了《春江花月夜》的演出服。

### 脚注
1. ↑  .   [2016-05-09]. （原始内容存档于2017-03-30）.
2. 1 2 3  陈爱莲，《我是从孤儿院来的……》，《人物》，1981年第3期
3. ↑  文. . 《人民音樂》. 1981, (11): 33  [2021-09-17]. （原始内容存档于2021-09-17）.
4. ↑  言韙. . 《中國音樂》. 1981, (4): 61  [2021-09-17]. （原始内容存档于2021-09-17）.
5. ↑  于文濤. . 《人民音樂》. 1982, (2): 37-41  [2021-09-17]. （原始内容存档于2021-09-17）.
6. ↑  张素春，《陈爱莲：用生命舞蹈》，《人民日报海外版》，2006年12月1日第7版
7. ↑  . 新京报. 2020-11-21  [2020-11-21]. （原始内容存档于2020-11-29）.

### 文献
- 陈爱莲，《我是从孤儿院来的……》，《人物》，1981年第3期
- 张素春，《陈爱莲：用生命舞蹈 （页面存档备份，存于）》，《人民日报海外版》，2006年12月1日第7版